# RErideD: Derrida, who leaps through time
RErideD: Toki Koe no Derrida (яп. RErideD-刻越えのデリダ  Рирайдэд токи коэ но Дэрида) — оригинальный аниме-сериал, созданный на студии Geek Toys под руководством режиссёра Такуи Сато с иллюстрациями Ёситоси Абэ. Премьерный показ аниме прошел на японском телевидении с 3 октября по 19 декабря 2018 года.

## Сюжет
В 2050 году юный техник по имени Ивэйн Деррида стал популярен после того, как поработал над амбициозным проектом «Autonomous Machine DZ» в компании Rebuild, основанной его отцом. Но позже он и его друг Нэйтан обнаруживают в DZ проблемы, впрочем, доклад о них начальству ничего не меняет. Однажды ребята идут на встречу в честь дочери Нэйтана — Мэйдж, а после на них совершают нападение неизвестные существа. Ивэйн оказывается в коме и пробуждается только спустя 10 лет. Освободившись из криокамеры, он обнаруживает, что мир поглощён войной, и выясняет, что DZ обезумел и вышел из-под контроля. Он пускается на поиски Мэйдж, вспоминая последние слова своего товарища Нэйтана — спасти его дочь.

## Персонажи
- Деррида Ивэйн  (яп. デリダ・イヴェン  Дэрида Ибэн) — инженер и сын Жака Ивэйна, изобретателя технологии DZ AI, которая в ближайшем будущем продвигает новую цивилизацию. Он и его коллега Натан обнаружили недостаток в программе ИИ, которую создал его отец, и сообщил своему боссу Андрею, который отказался убрать ошибку. Однако выясняется, что Андрей хочет воспользоваться недостатком и собирается убить Деррида и его союзников.

Сэйю: Кэнсё Оно
- Мэйдж Билштайн  (яп. マージュ・ビルシュタイン Ма:дзю Бирусютайн)

Сэйю: M·A·O
- Юри Дитрих  (яп. ユーリィ・ディートリヒ  Ю:ри Ди:торихи)

Сэйю: Химики Аканэя

## Производство
Kadokawa объявила о выпуске нового оригинального аниме на Anime Expo 1 июля 2017 года под рабочим названием «Project D». Новое название было выбрано режиссёром Такуей Сато, но неизвестно, насколько серьёзной является в нём отсылка на Жака Дерриду и его концепцию деконструкции. Режиссёру, работавшему ранее над аниме «Врата;Штейна», пришлось отказаться от работы над его продолжением «Врата;Штейна 0» из-за занятости в RErideD: Derrida, who leaps through time.
На ранних стадиях планировалось просто адаптировать роман Роберта Хайнлайна «Дверь в лето», но после вовлечения в работу над сценарием Ёситоси Абэ, который изначально был приглашён только в качестве дизайнера персонажей, сюжет стал полностью отличаться. Для Абэ это стало первой работой в аниме за 15 лет после Texhnolyze. Основным сценаристом выступил Кэндзи Конута. От изначальной задумки и романа Хайнлайна в аниме осталась тема путешествия во времени.
Проект создан на студии Geek Toys, для которой сериал стал первым оригинальным анимационным проектом. До этого она в основном работала над игровыми проектами типа рекламных роликов. Кодзи Ватанабэ отвечает за анимацию. Из-за особенностей своего стиля, который слишком плавный для анимации, Абэ работал только над набросками дизайна персонажей, а один из его коллег перерисовывал их, чтобы можно было использовать в анимации.
Музыкальное сопровождение было написано Майко Иути.

## Аниме
Премьерный показ аниме прошёл с 3 октября по 19 декабря на телеканале Tokyo MX и других. Одновременно сериал выходил в стриминговом сервисе Crunchyroll, а производством английского дубляжа занималась компания Funimation. Первые четыре серии появились на Crunchyroll ещё 22 сентября 2018 года.

### Список серий
| 1 | Место его пробуждения «Мэдзамэта басё» (目覚めた場所)                            | 3 октября 2018 года  |
| В 2050 году Деррида Ивэйн, сын изобретателя автомата DZ Жака Ивэйна, и его друг Натан Бильштейн обнаружили ошибку в операционной системе DZ. Они сообщают об этом своему боссу Хансу Андрею, требуя отменить запуск проекта, но Андрей отказывается принимать меры. Деррида решает обсудить этот вопрос со своим отцом на следующий день, чтобы успеть на вечеринку по случаю восьмилетия дочери Натана Мэйдж. На празднике в особняке Билштейнов присутствует также друг девочки Юрий Дитрих. |                                                                                  |                      |
| 2 | Покинувший мир «Сэкай ни нокосарэта моно ва» (世界に残されたものは)              | 10 октября 2018 года |
| Перед глазами Дерриды разрушенный город и тьма-тьмущая боевых роботов. Он не может понять, где находится и в каком временном периоде. После падения в криокамеру Деррида очнулся в 2060 году. Произошла война. Мир погрузился в вечную зиму. Вида берется за деньги помочь Дерриде. Они садятся в машину, в которой находится дочь Виды Маика. Андрей узнал, что Деррида жив. Парень просит Виду помочь ему найти Мэйдж, но у него нет денег. Деррида сознается Виде, что он является сыном создателя DZ. У Дерриды имеется файл исправления ошибки в программе DZ, а на ключе доступа к файлу Вида сможет заработать. |                                                                                  |                      |
| 3 | Прибывшие вместе «Ацуматта монотати» (集まった者たち)                            | 17 октября 2018 года |
| 4 | Покоривший время «Дзикан тё:якуся» (時間跳躍者)                                  | 24 октября 2018 года |
| 5 | Не до конца отброшенные вещи «Сутэкирэну моно» (棄てきれぬもの)                  | 31 октября 2018 года |
| 6 | Кто ищет, кто прячется «Анагуру моно, какусу моно» (探る者, 隠す者)              | 7 ноября 2018 года   |
| 7 | Любовь каждого «Сорэдзорэ но, ай» (それぞれの, 愛)                               | 14 ноября 2018 года  |
| 8 | Судьба времени «Токи но садамэ» (時のさだめ)                                     | 21 ноября 2018 года  |
| 9 | Крепкие узы «Цуёй сайкэн» (強い債券)                                             | 28 ноября 2018 года  |
| 10 | Опустившие руки «Тэбанасита моно» (手放したもの)                                 | 5 декабря 2018 года  |
| 11 | Тихое место «Сидзука на басё» (静かな場所)                                       | 12 декабря 2018 года |
| 12 | Всё возвращается на круги своя «Субэтэ ва арубэки басё э» (総ては在るべき場所へ) | 19 декабря 2018 года |

## Критика
Дизайн персонажей был заметно упрощён и не сохранил свойственного Ёситоси Абэ стиля. Вместо этого герои выглядят больше как типичные персонажи самого заурядного исэкая. Особенно заметна бедность анимации при движении транспорта, временами сериал даже нарушает правило 180 градусов.
Сюжет аниме предлагает интересные идеи, но практически всё уже было где-то реализовано лучше. Одной из главных проблем является требование большей, чем обычно, веры в предлагаемые обстоятельства. Одна из самых интересных частей — идея местного перемещения во времени, согласно которой человек может возвращаться в место и время в прошлом, о котором у него сохранились особенно сильные воспоминания. Несмотря на наличие ограничений, это позволяет менять будущее, ведь даже самые незначительные изменения приводят к неожиданным последствиям.